# Rafael (Chile)
Rafael es un pueblo de Chile ubicado en el interior de la comuna de Tomé, provincia de Concepción, en la Región del Biobío. Su población es cercana a los 8998 habitantes. Tiene dos escuelas básicas, Rafael Ampuero y la Escuela Rafael F-422. Cuenta además con una Compañía de Bomberos, una posta de primeros auxilios, un retén de carabineros y una Radioemisora, "Radio Matias", con la cual mantiene  comunicado a sus vecinos.
En la actualidad, "Rafael" se ubica como uno de los sectores más abandonados por su casa central. Encontrándose deficiencia de agua potable, carreteras y empleabilidad.
Su actividad económica principal es la agricultura, con cultivo de viñas, además de la actividad forestal, con plantaciones de pino radiata y eucaliptus. Desde sus cercanías nace el río Rafael o río Pingueral, como se llama en su tramo inferior, que desemboca en el mar en las cercanías de Dichato. Sus aguas son aprovechadas en un pequeño balneario llamado "La Polla", que refresca a sus habitantes y atrae público de otros lugares con zona de camping. En su avance al mar el Río Pingueral da origen al balneario de los Quillayes, célebre por la belleza del lugar. Está ubicado a unos 7 km de Rafael.
Destaca su antiquísima Parroquia llamada "La Purísima" donde históricamente se han celebrado las procesiones de Nuestra Señora de la Merced y la Inmaculada Concepción con la participación de gran parte de los habitantes de Rafael y los alrededores.
Ha sido dañada por todos los terremotos del último siglo, especialmente el de 1939 que destruyó su parte frontal y modificó su arquitectura y el de 2010 que la dejó en malas condiciones.

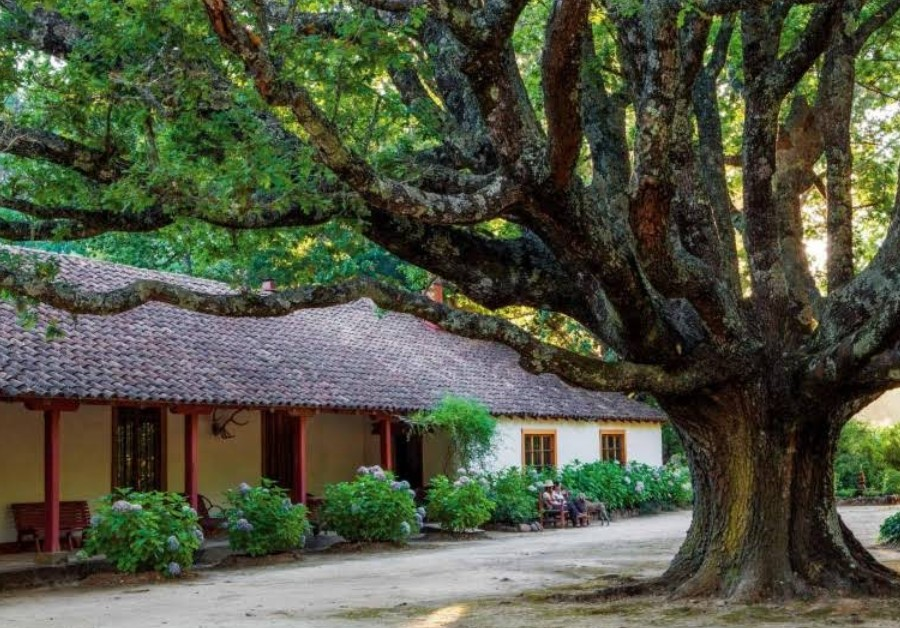
Casa de la Familia Urrejola en Rafael.

La localidad de Rafael tiene dos inmuebles considerados patrimoniales: la casa Urrejola y la casa Palma-Cristi, ubicadas a ambos extremos del poblado, que datan del siglo XIX, construidas en el estilo de la casa patronal chilena en adobe y con largos corredores.

## Historia
En 14 de enero de 1657 se desarrolló aquí la Batalla del Molino del Ciego, que era la antigua denominación de Rafael. En esa batalla un contingente de mapuches comandados por Mestizo Alejo atacó y destruyó el fuerte español.
El 24 de octubre de 1657 fue fundado el fuerte San Rafael, destinado a proteger de los ataques indígenas el Camino Real que comunicaba a Concepción con Chillán y Santiago. En el lugar se estableció una encomienda de indios de los jesuitas, que construyeron una iglesia.
El 22 de diciembre de 1891, con el Decreto de Creación de Municipalidades, se crea la Municipalidad de Rafael, en el Departamento de Coelemu. Con el DFL 8583 del 30 de diciembre de 1927, se suprime y pasa a integrar las nueva comunas-subdelegaciones de Tomé y Coelemu, del nuevo Departamento de Tomé.

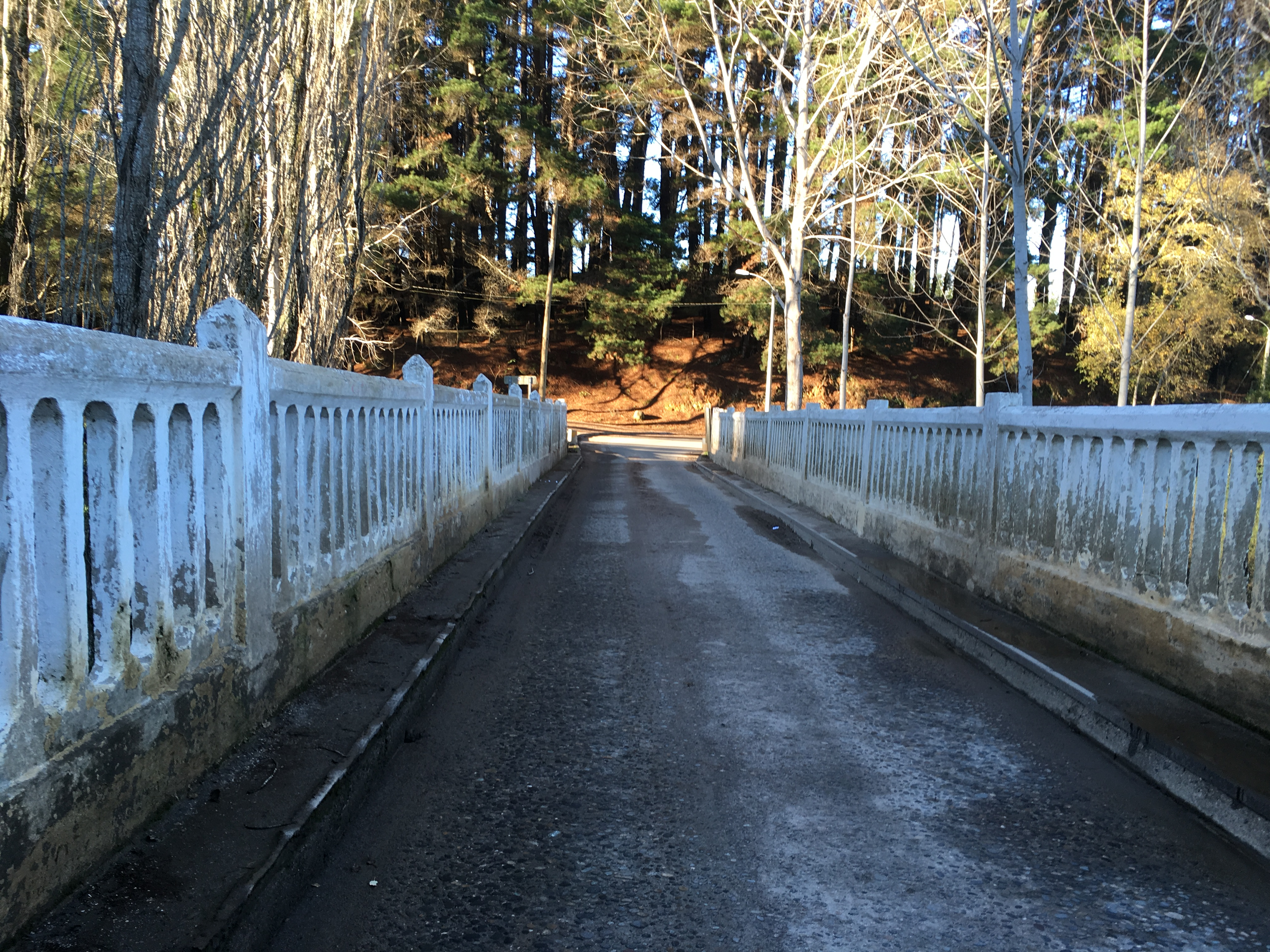
Puente de Rafael (1926), Tomé - Chile.

Francisco Solano Asta-Buruaga y Cienfuegos escribió en 1899 en su obra póstuma Diccionario Geográfico de la República de Chile sobre la villa:
Rafael.-— Villa con 1,336 habitantes, iglesia parroquial, oficina de registro civil, dos escuelas primarias, estafeta, molinos harineros, &c. Está situada en los 36º 37' Lat. y 72° 48' Lon., en el centro del departamento de Coelemu, sobre un declive del ribazo izquierdo del río de su título á 200 metros de altitud. Dista 20 kilómetros al E. del puerto de Tomé, 20 á 22 hacia el S. de la villa de Coelemu y unos 65 al O. de Chillán. En ella se cruzan los caminos públicos entre esos puntos. Su primer origen fué un molino; pero especialmente tomó nacimiento con un fuerte que después se erigió aquí en 1657 con el título de San Rafael para servir, en correspondencia con el de San Fabián de Conuco, á la sujeción de los indios de la comarca. En 1835 se mejoró con la construcción de su iglesia y de algunos edificios y pasó á ser capital del departamento, hasta que la sustituyó en este carácter la dicha villa de Tomé en enero de 1854 habiéndolo sido antes la de Coelemu.